# 特恩·米尔德
特恩·米尔德（荷蘭語：Teun Mulder，1981年6月18日—），荷兰男子自行车运动员，2011年世界场地自行车锦标赛男子1公里计时赛银牌得主和男子凯林赛铜牌得主、2012年夏季奥运会男子凯林赛铜牌得主。